# Leptotes sanctithomae
Leptotes sanctithomae är en fjärilsart som beskrevs av Sharpe 1893. Leptotes sanctithomae ingår i släktet Leptotes och familjen juvelvingar. Inga underarter finns listade i Catalogue of Life.